# Fiestas medievales de Olite

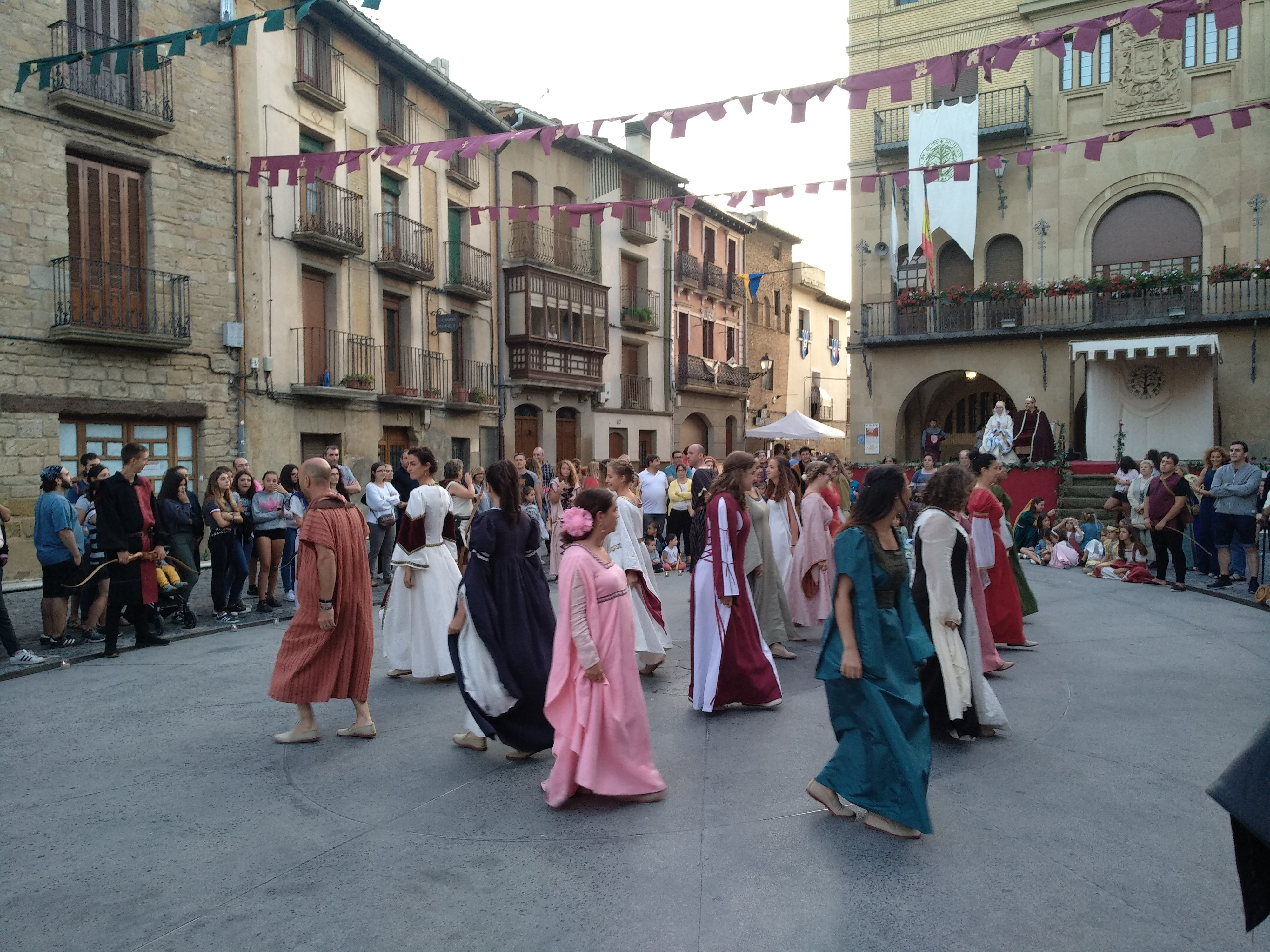

Las Fiestas medievales de Olite son una celebración de Interés Turístico de Navarra que se celebran desde 1994, fecha en la que se conmemoró el 555 aniversario de las bodas de Carlos, Príncipe de Viana, y la princesa borgoñesa Inés de Cleves el 30 de septiembre de 1439. Son unas fiestas que buscan devolver el esplendor de cuando Olite fue sede de Corte Real de Navarra.
Durante las jornadas de un fin de semana se reproducen por toda la ciudad, engalanada y ambientada para la ocasión, diversos momentos de antaño.
Se realizan varias representaciones, con desfiles inaugurales a cargo de reyes, príncipes y princesas, malabaristas, arqueros, cetreros. Es habitual ver bailes en distintas calles y plazas.
Asimismo otras actividades celebradas incluyen mercados de ambientación medieval con más de 70 puestos, juegos (como ajedrez) y exhibiciones de tiro con arco. La participación en la última edición fue de más de 150 personas, vecinos de Olite, en muchos casos mediante diferentes colectivos y asociaciones locales.